# Stara Ruś
Stara Ruś – wieś w Polsce położona w województwie podlaskim, w powiecie wysokomazowieckim, w gminie Wysokie Mazowieckie.
W latach 1975–1998 miejscowość administracyjnie należała do województwa łomżyńskiego.
Wierni kościoła rzymskokatolickiego należą do parafii  Wniebowzięcia NMP w Sokołach.

## Historia
W pobliżu wsi odnaleziono ślady osadnictwa z epok: kamienia, żelaza i wczesnego średniowiecza.
Wieś wymieniona w dokumentach sądowych Ziemi bielskiej z roku 1471. W czasie popisu rycerstwa Ziemi bielskiej z 1528 r. wzmiankowano 5 rycerzy z miejscowości Sokoły Ruś. Nazwa ta może wskazywać na ruskich założycieli tej wsi. Rycerze ci zwali się Sokołami. Jeden z nich to Wojciech Sokół. Z Sokołów wykształcił się ród Sokołowskich herbu Prawdzic.
Na przysięgę wierności królowi polskiemu stawił się Mathias, syn Jana de Sokoli Rusz. W 1674 r. częścią wsi władał Jakub Sokołowski. Jego potomek Marcin, syn Grzegorza, wylegitymował się ze szlachectwa w roku 1849.
W XVIII w., na gruntach tej wsi, wyodrębniła się nowa osada, Sokoły Ruś Nowa. Dlatego tę miejscowość nazywano od tej pory Sokoły Ruś Stara.
W roku 1827 miejscowość liczyła 9 domów i 58 mieszkańców. Pod koniec wieku XIX wieś w powiecie mazowieckim, gmina i parafia Sokoły. W 1891 r. było tu 25 gospodarzy: 13 drobnoszlacheckich i 12 chłopów. Ci ostatni uzyskali ziemię na podstawie ukazu carskiego z 1864 r.
W roku 1921 wyszczególniono:
- folwark Ruś Stara. Naliczono tu 3 budynki z przeznaczeniem mieszkalnym oraz 25 mieszkańców (11 mężczyzn i 14 kobiet). Wszyscy podali narodowość polską i wyznanie rzymskokatolickie
- wieś Ruś Stara. Było tu 17 budynków z przeznaczeniem mieszkalnym oraz 106 mieszkańców (55 mężczyzn i 51 kobiet). Wszyscy podali narodowość polską i wyznanie rzymskokatolickie[10].

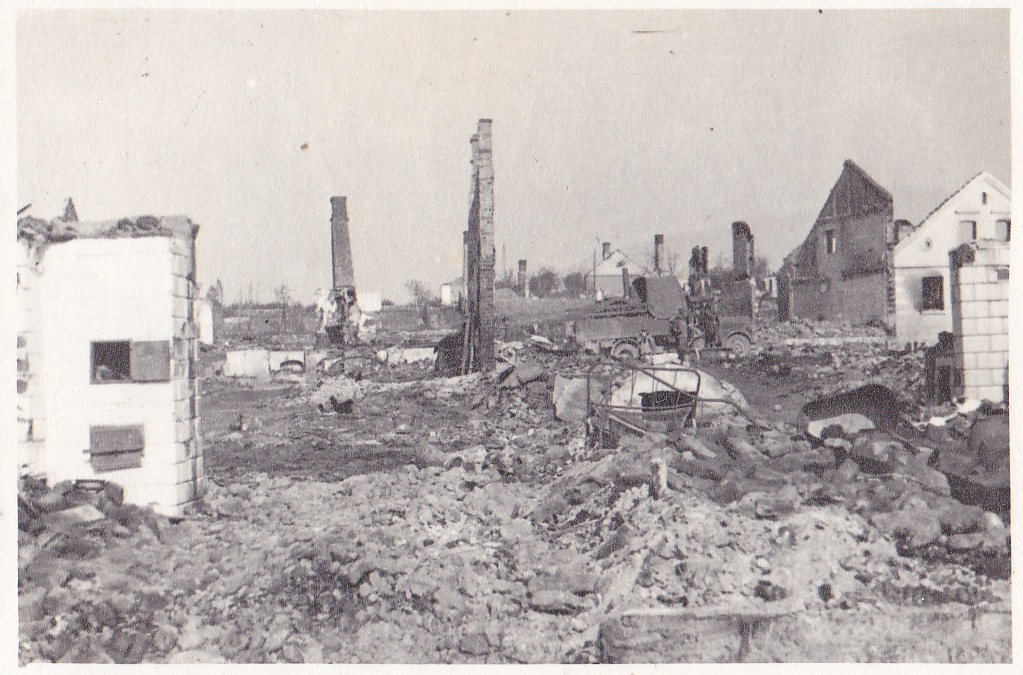
Ruiny miejscowości - wrzesień 1939 r.

Po II wojnie światowej miejscowość była siedzibą gromady Ruś Stara.

## Majątek Jaruzelskich
Jaruzelscy, herbu Ślepowron wzmiankowani w tej okolicy na przełomie XVIII i XIX w. Wojciech Jaruzelski, stolnik bielski, posiadał dobra Mazury. Wnukiem Wojciecha był Antoni Józef Jaruzelski, żyjący w pierwszej połowie XIX w., który również miał syna Wojciecha, powstańca styczniowego. Po powrocie z zesłania ożenił się z Heleną Filipkowską, osiadł w Rusi Starej i dochował się ośmiorga dzieci. Majątek Wojciecha nie był zbyt duży.
Siódmym dzieckiem Wojciecha (powstańca styczniowego) był Władysław Mieczysław, który ożenił się w Trzecinach z córką Hipolita Zaremby. Ich dzieckiem był urodzony w Kurowie, Wojciech Jaruzelski, prezydent Polski.
Dopiero po objęciu majątku przez Stefana Jaruzelskiego, syna Wojciecha (powstańca), powstał w Rusi folwark dworski liczący około 200 ha. Stefan Jaruzelski nie miał żony. W latach dwudziestych XX w. zamieszkał tu czasowo jego brat, Władysław Mieczysław z żoną i synem Wojciechem (późniejszym generałem).
Po wkroczeniu wojsk sowieckich Stefan Jaruzelski ukrywał się. Wrócił w 1941 r. i został zarządcą majątku z ramienia Niemców. Jesienią 1944 r. folwark został rozparcelowany. Właściciel zamieszkał u swojej gospodyni w Jabłoni-Rykaczach.

## Szkoła powszechna
Jednoklasowa szkoła powszechna w Starej Rusi funkcjonowała od roku 1922. Liczba uczniów: 1922–49, 1923–50, 1924–40, 1925–38. W roku szkolnym 1930/31 szkoły nie było.
W roku 1941 nauczycielką była Stefania Ościłowska.
W latach 1958–1960 wybudowano tu nową szkołę podstawową, którą rozbudowano w roku 1987. Z powodu niżu demograficznego szkołę zamknięto w roku 2002.

## Obiekty zabytkowe
- cmentarz wojenny z I wojny światowej
- dwór w zespole dworsko-parkowo-folwarcznym – 1932 r.
- spichlerz w zespole dworsko-parkowo-folwarcznym – początek XX w.[12]